# Іванівське (Конотопський район)
Іва́нівське —  село в Україні, у Конотопському районі Сумської області. Населення становить 8 осіб. До 2018 орган місцевого самоврядування — Яцинська сільська рада.
Історично - хутір Іванівський.

## Географія
Село Іванівське знаходиться за 3,5 км від лівого берега річки Клевень. На відстані до 2-х км розташовані села Яцине і Нова Шарпівка. По селу протікає пересихаючий струмок з загатою. Через село проходить автомобільна дорога Т 1911.

## Історія
12 червня 2020 року, відповідно до розпорядження Кабінету Міністрів України № 723-р «Про визначення адміністративних центрів та затвердження територій територіальних громад Сумської області», село увійшло до складу Путивльської міської громади.
19 липня 2020 року, в результаті адміністративно-територіальної реформи та ліквідації Путивльського району, увійшло до складу новоутвореного Конотопського району.

## Населення

### Мова
Розподіл населення за рідною мовою за даними перепису 2001 року:
| Мова       | Кількість | Відсоток |
| ---------- | --------- | -------- |
| російська  | 7         | 87.5%    |
| українська | 1         | 12.5%    |
| Усього     | 8         | 100%     |